# Aqueduc de Californie
 (août 2025).
L'aqueduc du gouverneur Edmund G. Brown en Californie est un système de canaux, de tunnels et de pipelines qui achemine l'eau collectée des montagnes de la Sierra Nevada et des vallées du nord et du centre de la Californie vers le sud de la Californie. Nommé d'après le gouverneur de Californie Edmund Gerald Pat Brown Sr., avec ses 400 milles (643,7376 km) de parcours, il forme la caractéristique  principale du California State Water Project.
L'aqueduc commence à la Clifton Court Forebay, à l'angle sud-ouest du delta de la rivière Sacramento–San Joaquin. L'aqueduc se dirige ensuite vers le sud, se divisant finalement en trois branches: la branche côtière, se terminant au lac Cachuma dans le comté de Santa Barbara ; la branche ouest, acheminant l'eau vers le lac Castaic dans le comté de Los Angeles ; et la branche est, reliant le lac Silverwood dans le comté de San Bernardino.
Le California Department of Water Resources exploite et entretient l'aqueduc de Californie, y compris une centrale hydroélectrique à pompage, la centrale électrique de Gianelli. Gianelli est situé à la base du barrage de San Luis, qui forme le réservoir de San Luis, le plus grand réservoir offstream des États-Unis.
La centrale électrique de Castaic, bien que similaire et qui est détenue et exploitée par le département de l'eau et de l'électricité de Los Angeles, est située à l'extrémité nord du lac Castaic, tandis que le barrage de Castaic est situé à l'extrémité sud.

## Le système d'aqueduc
L'aqueduc commence au delta de la rivière San Joaquin-Sacramento à l' usine de pompage de Banks, qui pompe à partir de la Clifton Court Forebay . L'eau est pompée par l'usine de pompage de Banks vers le réservoir de Bethany . Le réservoir sert de bief amont pour l'aqueduc de South Bay via l'usine de pompage de South Bay. 
Depuis le réservoir de Bethany, l'aqueduc s'écoule par gravité d'environ 97 km jusqu'au O'Neill Forebay au réservoir de San Luis. De O'Neill Forebay, il coule environ 26 km jusqu'à l'usine de pompage Dos Amigos. Après Dos Amigos, l'aqueduc coule à environ 153 km à l'endroit où la branche côtière se sépare de la « ligne principale ». Le partage est d'environ 26 km au sud-sud-est de Kettleman City. Après la branche côtière, la ligne continue par gravité encore 106 km jusqu'à l'usine de pompage de Buena Vista. De la Buena Vista, il coule environ 43 km jusqu'à l'usine de pompage de Teerink. Après Teerink, il coule environ 4 km jusqu'à l'usine de pompage de Chrisman. Chrisman est la dernière usine de pompage avant l'usine de pompage d'Edmonston, qui est à 21 km de Chrisman. Au sud de l'usine, la branche ouest se sépare en direction sud-ouest pour desservir le bassin de Los Angeles. À l'usine de pompage d'Edmonston, il est pompé 587 m sur les montagnes Tehachapi.
L'eau coule à travers l'aqueduc dans une série de montées brusques et de chutes graduelles. L'eau coule sur un long segment, construit à une légère pente, et arrive à une station de pompage alimentée par le chemin 66 ou le chemin 15. La station de pompage soulève l'eau, où elle s'écoule à nouveau progressivement vers la station suivante. Cependant, là où il y a des baisses importantes, l'énergie potentielle de l'eau est récupérée par les centrales hydroélectriques. La station de pompage initiale alimentée par le delta du fleuve Sacramento soulève l'eau 73 m, tandis qu'une série de pompes culminant à l'usine de pompage d'Edmonston soulève l'eau 587 m sur les montagnes Tehachapi. La station de pompage d'Edmonston nécessite tellement de puissance que plusieurs lignes électriques hors des chemins 15 et 26 sont nécessaires pour assurer le bon fonctionnement des pompes.
Une section typique a un canal revêtu de béton de 12 m à la base et une profondeur d'eau moyenne d'environ 9,1 m. La section la plus large de l'aqueduc mesure 34 m et la plus profonde est de 9,8 m. La capacité du canal est de 370 m3 par seconde et la plus grande capacité de l'installation de pompage à Dos Amigos est de 437 m3/s.

## Branches

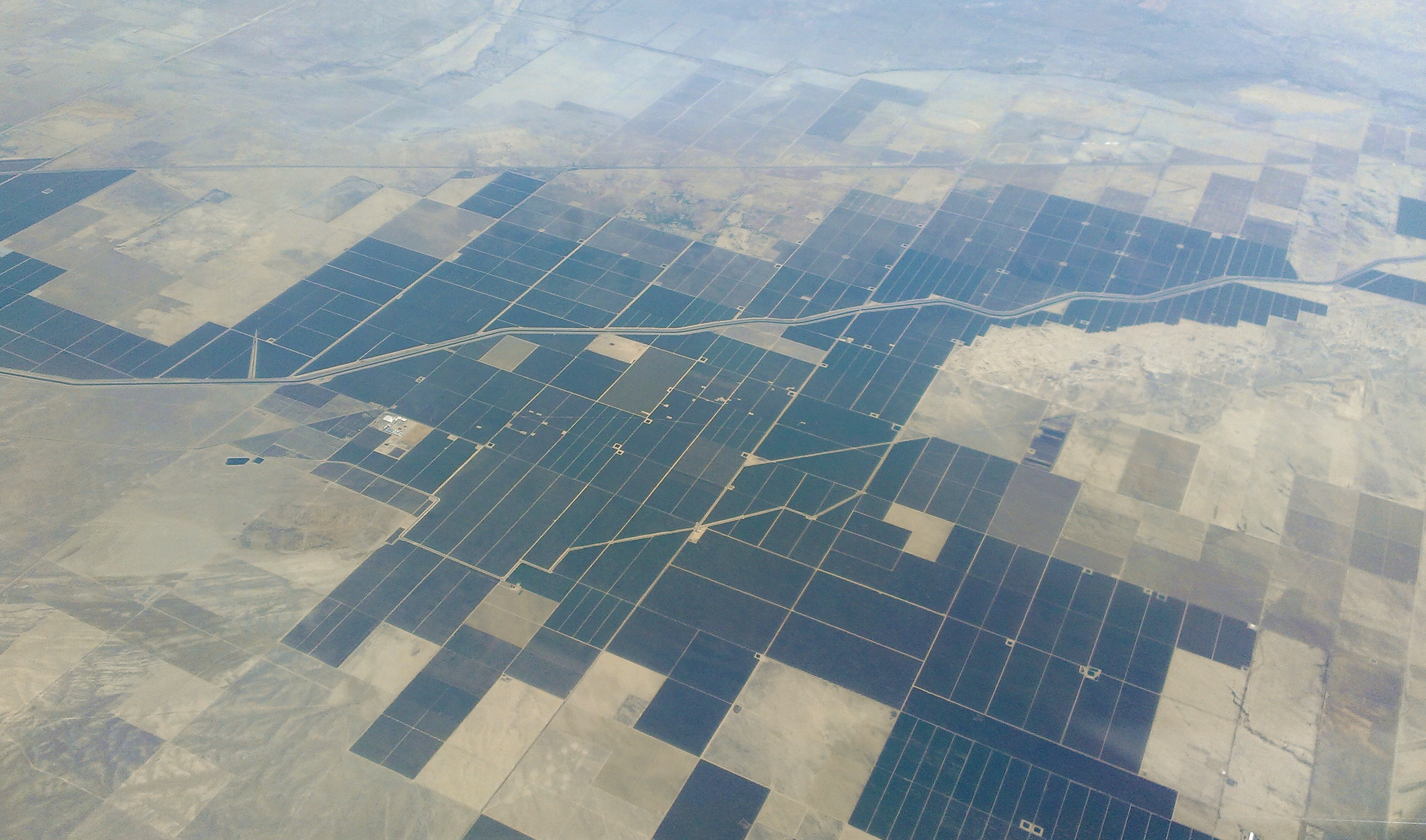
Aqueduc et fermes environnantes dans le comté de Kern.

Depuis son début jusqu'à sa première branche, l'aqueduc traverse des parties des comtés de Contra Costa, Alameda, San Joaquin, Stanislaus, Merced, Fresno et Kings. L'aqueduc se divise ensuite en trois branches : la branche côtière dans la vallée centrale et les branches est et ouest après avoir traversé les montagnes de Tehachapi.

### Branche côtière
La branche côtière se sépare de la ligne principale 18;2 km au sud-sud-est de la ville de Kettleman en passant par le comté de Kings, le Comté de Kern, le Comté de San Luis Obispo et le Comté de Santa Barbara, pour fournir de l'eau aux villes côtières de San Luis Obispo, Santa Maria et Santa Barbara. La branche côtière est au 187 km et cinq stations de pompage. Phase I, un aqueduc hors sol totalise 24 km d'où il part de l'aqueduc de Californie, a été achevé en 1968[Quoi ?]. La construction commençant en 1994, la phase II comprend 163 km d'un  pipeline enterré de diamètre 1,07–1,45 m, s'étendant de l'usine de pompage Devils Den et se terminant au réservoir 5 sur la base aérienne de Vandenberg dans le comté de Santa Barbara. L'extension de la Central Coast Water Authority (CCWA), achevée en 1997, est un pipeline 76–99 cm de diamètre qui parcourt 68 km de Vandenberg en passant par le village de Vandenberg, Lompoc, Buellton et Solvang où il se termine au lac Cachuma dans la Forêt nationale de Los Padres.

#### Installations de la branche côtière
Installations de la branche côtière :
- Usine de pompage de Las Perillas
- Usine de pompage de Badger Hill
- Usine de pompage Devil's Den
- Usine de pompage de Bluestone
- Usine de pompage de Polonia Pass
- Usine de traitement de l'eau Polonio Pass
- Tunnel de Cuesta[6]
- Installation de pompage de Santa Ynez

### Branche Est
L'aqueduc se divise en branches est et ouest dans l'extrême sud du comté de Kern, au nord de la limite du comté de Los Angeles. La branche est approvisionne le lac Palmdale et se termine au lac Perris, dans la région du col de San Gorgonio. Il traverse des parties des comtés de Kern, Los Angeles, San Bernardino et Riverside.

#### Installations de la branche est
Installations de la branche est  :
- Usine de pompage de Pearblossom
- Centrale électrique d'Alamo
- Centrale électrique à Mojave Sipho
- Tunnel de San Bernardino
- Centrale électrique de Devil Canyon
- Station de pompage Greenspot
- Réservoir de Crafton Hills
- Station de pompage de Crafton Hills
- Station de pompage de Cherry Valley

### Branche ouest
La branche ouest continue de se diriger vers son terminus à Pyramid Lake et Castaic Lake dans la forêt nationale d'Angeles pour alimenter le bassin ouest de Los Angeles. Il traverse des parties des comtés de Kern et de Los Angeles.

#### Installations de la succursale ouest
Installations de la succursale ouest  :
- Usine de pompage Oso
- Pipeline de Peace Valley
- Centrale électrique Warne
- Tunnel d'Angeles
- Centrale électrique de Castaic

#### Piste cyclable
Quand il était ouvert, le California Aqueduct Bikeway était le plus long des sentiers pavés de la région de Los Angeles, à 172 km long de Quail Lake[style à revoir] près de Gorman dans les montagnes de la Sierra Pelona à travers le désert jusqu'au lac Silverwood dans les montagnes de San Bernardino. Ce chemin a été fermé en 1988 en raison de problèmes de sécurité et de problèmes de responsabilité. Il devrait rester fermé indéfiniment en raison des problèmes de responsabilité persistants et de l'accent porté sur la sécurité, en particulier après les attentats du 11 septembre 2001[réf. nécessaire].

#### Stations de pompage
Phase I, Canal
- Las Perillas usine de pompage 35°50′35″N 119°54′33″W / 35.843143°N 119.909055°W , comté de Kings
- Badger Colline usine de pompage 35°50′05″N 119°56′34″W / 35.834680°N 119.942658°W , comté de Kings

Phase II, pipeline et tunnel
- Devil Den Station de pompage 35°42′43″N 120°00′39″W / 35.711935°N 120.010958°W , comté de Kern
- Bluestone Station de pompage 35°42′29″N 120°05′04″W / 35.707946°N 120.084429°W , comté de Kern
- Polonio passe Station de pompage 35°43′52″N 120°12′28″W / 35.731046°N 120.207682°W , comté de San Luis Obispo

## Hydrographie
Deux grands réseaux fluviaux drainent et définissent les deux parties de la vallée centrale. Leur impact sur l'aqueduc de Californie est à la fois direct et indirect. La rivière Sacramento, avec ses affluents la rivière Feather et la rivière American, coule vers le sud à travers la vallée de Sacramento sur environ 719 km. Dans la vallée de San Joaquin, la rivière San Joaquin coule à peu près au nord-ouest sur 587 km, ramassant des affluents tels que la rivière Merced, la rivière Tuolumne, la rivière Stanislaus et la rivière Mokelumne .
Dans la partie sud de la vallée de San Joaquin, le cône d'alluvionnement de la rivière Kings et un autre des ruisseaux Coast Ranges ont créé un fossé et, par conséquent, le bassin actuellement sec de Tulare de la vallée centrale, dans lequel coulent quatre grandes rivières de la Sierra Nevada, le Kings, Kaweah, Tule et Kern . Ce bassin, généralement endoréique, se remplissait autrefois lors d'une forte fonte des neiges et se déversait dans la rivière San Joaquin. Appelé lac Tulare, il est généralement à sec de nos jours car les rivières qui l'alimentent ont été détournées à des fins agricoles.
Les rivières de la vallée centrale convergent dans le delta de Sacramento-San Joaquin, un réseau complexe de canaux marécageux, de distributaires et de marécages qui serpentent autour d'îles principalement utilisées pour l'agriculture. Ici, l'eau douce des rivières se confond avec les eaux de marée et finit par atteindre l'océan Pacifique après avoir traversé la baie de Suisun, la Baie de San Pablo, la partie supérieure de la Baie de San Francisco et enfin le Golden Gate. De nombreuses îles se trouvent maintenant sous le niveau de la mer en raison de l'agriculture intensive et présentent un risque élevé d'inondations, ce qui entraînerait le retour de l'eau salée dans le delta, en particulier lorsqu'il y a trop peu d'eau douce provenant de la vallée
La rivière Sacramento transporte beaucoup plus d'eau que le San Joaquin, avec environ 27 km3 de ruissellement annuel vierge, par rapport au San Joaquin d'environ 7,4 km3. La consommation intensive d'eau agricole et municipale a réduit le taux actuel[évasif] d'écoulement à environ 21 km3 pour le Sacramento et 3,7 km3 pour le San Joaquin; cependant, ces chiffres varient encore considérablement d'une année à l'autre. Plus de 25 millions de personnes, vivant à la fois dans la vallée et dans d'autres régions de l'État, dépendent de l'eau transportée par ces rivières .

## Dans la culture populaire
Un documentaire sur le déclin de l'infrastructure des États-Unis, The Crumbling of America, été commandé par le réseau américain A&E à la fin des années 2000. Le documentaire est généralement diffusé sur la chaîne de télévision History aux États-Unis, bien que d'autres diffuseurs éducatifs dans le monde l'aient montré. Il présente le Clifton Court Forebay (un point d'entrée principal pour l'aqueduc de Californie) en tant que «strategic piece of California freshwater infrastructure» susceptible d'être stoppé pendant jusqu'à deux ans s'il était frappé par un tremblement de terre de magnitude 7,5 ou plus.